# Aleurocanthus citriperdus
Bọ phấn cây có múi (Aleurocanthus citriperdus) là một loài côn trùng cánh nửa trong họ Aleyrodidae, phân họ Aleyrodinae.
Aleurocanthus citriperdus được Quaintance & Baker miêu tả khoa học đầu tiên năm 1916.